# Liste des maîtres soufis
On trouve ci-dessous une liste des maitres soufis (loin d'être exhaustive), qui se sont succédé ; ou du moins reconnus comme tels par leurs disciples.

## Premiers siècles
- Rabia al Adawiyya (m 801)
- Dhul-Nûn al-Misri (m 859)
- Bayazid Bastami (m 878)
- Sahl ibn ‘Abd Allāh al-Tustārī (m 896)
- Al-Hakim al-Tirmidhi (m 910)
- Junayd (m 911)
- Mansur al-Hallaj (m 922)
- Ibn 'Aṭâ al-Adamî (m. 922)
- Abū Tālib al-Makkī (m 996)

## DuVeauVIIIesièclede l'hégire(XIe–XIVesiècles)
- Abu al-Hassan al-Kharaqani (m 1033)
- Khawâdjâ Abdallâh Ansârî (m 1088), surnommé le « Shaykh al-islâm »
- Abu Hamid Al Ghazali (m 1111), auteur du célèbre ouvrage Revivification des sciences religieuses
- Ahmad Ghazali (m en 1123 ou 1126)
- 'Ayn-al-Qużāt Hamadānī (m 1131), surnommé « le Prince des Amants »
- Abd al Qadir al-Jilani (m 1166), fondateur de la Qadiriyya
- Najib Sohrawardi (m 1168), disciple d'Ahmad Ghazali et fondateur de la Suhrawardiyya
- Ahmed ar-Rifa'i (m 1181), fondateur de la Rifa'ia
- Abou Madyane (m 1197), surnommé « cheikh al chouyoukh »[réf. nécessaire]
- Abdessalam Ibn Machich (m 1228), maître du fondateur de la tariqa Chadhiliyya
- Rûzbehân (m 1209)
- Najm al-Dîn Kubrâ (m 1221), surnommé le « Faiseur de Saints » et fondateur de la Kubrâwiyya
- Farid Al-Din Attar (m entre 1190 et 1229)
- Abi Mohammed Salih (m 1234) Soufi du début du XIIe siècle dont l'action déborda les frontières du Maroc.
- Ibn Arabi (m 1240), initiateur de l'école « Akbarienne », après sa rencontre avec la mystique Fatima bint al-Muthanna.
- Shams ed Dîn Tabrîzî (m 1248)
- Abou Hassan al-Chadhili (m 1258), fondateur de la tariqa Chadhiliyya.
- Djalâl ad-Dîn Rûmî (m 1273), fondateur de la Mevleviyya
- Saadi de Shiraz (m 1283 ou 1291)
- Awahad al-dîn Balyânî (m 1288)
- Ibrahim al-Dasouki (m 1296), fondateur de la tariqa Desukiyya
- Ahmad Ibn 'Ata Allah (m 1309)
- Nûruddîn Abdurrahmân Isfarâyinî (m 1317)
- Yunus Emre (1240 ? – 1321 ?), poète
- Hafez (m 1337), poète
- A'd od-Din Mahmoud Chabestari (m 1340)
- Bahâ’uddin Naqshband (m 1388), fondateur de la Naqshbandiyya

## DuIXeauXIIIesièclede l'hégire (XVe–XIXesiècles)
- Muhammad al-Jazuli (en) (m 1465)
- Sidi Abderrahmane Thaalibi (m 1471) Fondateur de la Thaalibiya
- Ahmad Zarrouq (m 1494)
- Mohamed ben Issa (en) (m 1526), dit « Cheikh al Kamil », fondateur de la tariqa Aissawa
- ʻAbd al-Raḥmān al-Akhḍarī (m 1575)
- Muhyi-i Gülşeni (m 1604)
- Ahmad Sirhindi (en)(m 1624)
- Imam Al Haddad (en)(m 1720)
- Sidi M'hamed Bou Qobrine (m 1793) Alger, fondateur de la confrérie Rahmaniya
- Ahmad ibn ‘Ajiba (m 1809), auteur de nombreux ouvrages dont un commentaire des « Hikma » de Ibn Ata Allah, une autobiographie et un commentaire du coran.
- Al-Mukhtar al-Kunti (en) (m 1811). Revificateur de la Qadiriyya en Afrique de l'ouest.
- Abou al-Abbas Ahmed at-Tijani (m 1815), fondateur de la tariqa Tidjaniyya
- Muhammad al-Arabi al-Darqawi (m 1823)
- Muhammad Al Ghâlî (m 1828)
- Ahmad ibn Idris (m 1837)
- Umar Al Futiyu Tall (m 1864)
- Sidi Tahar Bou Tayeb (m 1875)
- L'émir Abd El-Kader (m 1883)
- El-Haj Mohamed El Habri (m 1899), fondateur de la tariqa Al habria
- Bahloul ben Assem (m ?)
- Ahmed Ibn Al-Ahmar Al-Andalousi (xixe siècle), Cheikh R'mate de Fès, il fut le secrétaire particulier du grand Cadi de Fès à l'époque Charif Al-Iraqi: القاضي الشريف العراقي. Il assistait ce grand juge avec les textes et lois théologiques et il donnait des cours de Coran, fiqh et théologie dans la mosquée des Andalous et la mosquée du quartier Masmouda à Fès.
- Mohammed Ibn Al Ahmar Al Andalousi (xixe siècle), Cheikh de la Zaouiat Derkaoua de Fès et père de Ahmed Ibn Al-Ahmar Al-Andaloussi cheikh R'mate.

## DuXIVeauXVesièclede l'hégire (XXe–XXIesiècles)
- Lakhdar, (m 1909) disciple de Sidi Tahar Bou Tayeb
- Cheikh Ahmadou Bamba (1853-1927), fondateur du mouridisme
- Al Hajj Malick Sy (m 1922)
- Al hadji Abbdallahi Niasse (1844-1922)
- Pir-o-Murshid Hazrat Inayat Khan (m 1927), fondateur du soufisme inayati
- Ahmad Al Alawi (1869-1934), fondateur de la confrérie 'Alawiyya
- Cheikh Abil Maali ibn Cheikh Hadrami (1887 - 1965) grand maître soufi  Qadiriya
- Mohamed El Habri (1939), fils d'El-Haj Mohamed El Habri
- Cheikh Hamallah (1881-194?)
- Adda Bentounes (m 1952)
- Muhammad Al Khalifa Niasse (m 1959)
- Ibrahima Niass (1900-1975), surnommé « Cheikh Al Islam »
- Abbas Sall (m 1990)
- Mohamed Belkebir (m 2000)
- Thierno Cheikh Mouhamadou Al Mansour Barro (m 2007)
- Javad Nurbakhsh (m 2008), maitre de la confrérie Nématollahi
- Hassan Cissé (en) (m 2008)
- Nazim Haqqani (m 2014)
- Hamza al Qâdiri al Boutchichi (1922-2017), guide spirituel de la confrérie Qadirriyya Boutchichiyya
- Serigne Sam Mbaye (Louga): (m 1998) Un grand Soufi et Maitre Conférencier
- Serigne Abdou Rahmane Mbacke (Darou Mouhty) (m 2023) : Un maitre Soufi hors norme

## Maîtres actuels
- Cheikh Belgacem Belkhiri Allah Yarhmou (Maître et pôle des tariqa Qacimiya, Alawiya, Chadhouliya) Redeyef, Tunisie
- Cheikh Salif Kane( Guide religieux Dans la tariqa tinaya il est actuellement basé entre le Maroc et au Sénégal
- Shaykh Muhammad Rajab Dib (Maître de la tariqā Naqshbandiya Rajabiya) Syrie.
- Sidi Mohamed Abdelatif Belkaid (Tariqa Belkaydiya - notamment situé dans la ville d'Oran en Algérie)
- Gavsi Sani Abdulbaki (Turquie)
- Mohamédy ould Cheikhna (Mali -Hamawiyya - Tidjaniyya)
- Ebybakrine ould Cheikhna (Hamawiyya - Mali)
- Abouzakariya etilimçani Abdelmadjid Ben Aboura el Fardany (voie Fardanya)
- Cheikh Mouhamed Al-Amin Bara Diouf (Nitou Yallah Ki)
- Riaz Ahmed Gohar Shahi (né en 1941)
- Hisham Kabbani (né en 1945), tariqa Naqshbandi-Haqqani.
- Mourchid Souleymane Sy, dit Ashaboul Yamine (né en 1959)
- Cheikh Ahmed Abou-El-Maali (de la Mauritanie)
- Cheikh Khaled Bentounès (Maître de la confrérie Alawiyya)
- Alireza Nurbakhsh (Maitre de la confrérie Nématollahi)
- Jamal Al Qadiri al Boutchichi (Maître de la confrérie Boutchichiyya)
- Serigne Mountakha Mbacké (khalif gènèral des mourides)
- Cheikh Ya'acoub Doucouré (Mali surnommé Fakhiroulah - Auteur et poète)
- Sidi Mohamed Faouzi El Karkari (Maître de la confrérie Karkariya)

Cheick soufi Bilal Grand Guide spirituel des Soufis (Mali)